# The Bonaparte's
The Bonaparte's est groupe de rock français. Le groupe est formé en 1984 par Ruben Azca, et actif dans les années 1980.

## Biographie
Le groupe est formé en 1984 par Ruben Azca (guitare, chant), Gilles Prad (batterie) et Pix (basse), puis rapidement rejoint par Laszlo Kovacks (saxophone),. Influencé par la scène anglaise (Cure, Siouxsie Sioux), le groupe enregistre deux albums entre 1985 et 1986, dont Welcome to the Isle of Dogs, produit par Lol Tolhurst (synthétiseur de Cure), et un EP, tous chantés en anglais, enregistrés au Studio Garage,.
Après un début fulgurant au Rex Club à Paris, leur succès semblait scellé après une mémorable prestation au Printemps de Bourges en 1985, puis aux Rencontres trans musicales de Rennes à l'occasion desquelles ils firent une apparition remarquée sur les plateaux de FR3. Pendant deux années, le groupe a écumé les scènes rock françaises, suisses, hollandaises, allemandes, danoises et norvégiennes, mais s'est dissous en 1987 après un concert à Paris. 
En novembre 2019, le label Rotorelief réédite Welcome to the Isle of the Dogs, puis Shiny Battles dans une version augmentée de 6 titres en 2020.

## Discographie
- 1985 : Shiny Battles (EP)
- 1986 : Welcome to the Isle of Dogs